# Meucon
Meucon är en kommun i departementet Morbihan i regionen Bretagne i nordvästra Frankrike. Kommunen ligger i kantonen Grand-Champ som tillhör arrondissementet Vannes. År 2022 hade Meucon 2 278 invånare.

## Befolkningsutveckling
Antalet invånare i kommunen Meucon
| Referens: INSEE |